# Usina Térmica de Ibirité
A Ibiritermo é uma usina termoelétrica instalada no município de Ibirité, estado de Minas Gerais, Brasil.  Esta usina entrou em operação no dia 19 de junho de 2002. Orçada em US$ 450 milhões, a Ibiritermo é resultado de uma parceria entre a Fiat e a Petrobrás.